# Internationale Institution
In der Politikwissenschaft versteht man unter den Internationalen Institutionen all diejenigen regel- und normenbedingten Verhaltensmuster bzw. Prozesse, welche zu einer wechselseitigen Konvergenz, also Angleichung, der Verhaltenserwartungen der beteiligten Akteure führen.
In der internationalen Politik werden vier Typen von internationalen Institutionen unterschieden:
- Erstens: Internationale Organisationen haben Akteursqualität, d. h. in ihnen sind Normen und Regeln verankert, die die Institutionen zum Handeln befähigen.
- Zweitens: Internationale Regime enthalten inhaltliche und prozedurale Normen und Regeln, die das Verhalten der Akteure in einem bestimmten Problemfeld regulieren.
- Drittens: Internationale Netzwerke enthalten lediglich prozedurale (keine inhaltlichen) Normen und Regeln für ein begrenztes Problemfeld.
- Viertens: Internationale Ordnungsprinzipien wie Völkerrecht und Verträge, beinhalten die grundlegenden Normen und Regeln, nach denen internationale Politik erfolgt. Die Normen und Regeln beziehen sich dabei nicht auf ein bestimmtes Politikfeld, sondern auf die internationalen Beziehungen im Allgemeinen. Beispiel: Menschenrechtskonvention der UN.